# Resolutie 2046 Veiligheidsraad Verenigde Naties
Resolutie 2046 van de Veiligheidsraad van de Verenigde Naties werd unaniem door de VN-Veiligheidsraad aangenomen op 2 mei 2012.
De resolutie veroordeelde het geweld tussen Soedan en Zuid-Soedan.
Er werd geëist dat die vijandelijkheden binnen de twee dagen zouden worden gestaakt, dat de grenscontroles binnen de week zouden worden hervat en dat beide landen binnen de twee weken opnieuw onderhandelingen zouden aanknopen.
Het gehoor dat beide partijen aan die eisen gaven zou ook zijn invloed hebben op de volgende herziening van de UNISFA-vredesmacht die sedert midden 2011 actief was in Abyei.
Zowel Soedan als Zuid-Soedan waren tevreden over de resolutie.
Soedan was tevreden omdat de inname van Heglig door Zuid-Soedan werd veroordeeld.
Zuid-Soedan vroeg humanitaire steun voor de bevolking die door de bombardementen was getroffen.

## Achtergrond
Al in de jaren 1950 was het zwarte zuiden van Soedan in opstand gekomen tegen het overheersende Arabische noorden.
De vondst van aardolie in het zuiden maakte het conflict er enkel maar moeilijker op.
In 2002 kwam er een staakt-het-vuren en werden afspraken gemaakt over de verdeling van de olie-inkomsten.
Verschillende rebellengroepen waren hiermee niet tevreden en in 2003 ontstond het conflict in Darfur tussen deze rebellen en de door de regering gesteunde janjaweed-milities.
Die laatsten gingen over tot etnische zuiveringen en in de volgende jaren werden in Darfur grove mensenrechtenschendingen gepleegd waardoor miljoenen mensen op de vlucht sloegen.
In februari 2011 stemde een overgrote meerderheid van de inwoners van Zuid-Soedan in een referendum voor onafhankelijkheid.
De regio Abyei, die tussen Noord- en Zuid-Soedan lag, werd echter door beide partijen opgeëist, wat tot veel geweld leidde waardoor meer dan 100.000 inwoners op de vlucht sloegen.

## Inhoud

### Waarnemingen
Herhaald werd dat de grenzen van landen niet middels geweld mochten worden gewijzigd.
Internationale onenigheden moesten vreedzaam worden opgelost en landen moesten elkaars goede buren zijn, zich niet met elkaars zaken bemoeien en samenwerken.
Ook Soedan en Zuid-Soedan moesten vreedzaam en in stabiliteit naast elkaar gaan bestaan.
De grensincidenten tussen beiden, waaronder de inname van Heglig, werden dan ook veroordeeld.
De gevechten brachten de bevolking in de regio in een precaire humanitaire situatie.
Men was verder zeer bezorgd over het lot van inwoners die volgens op de overgangsperiode op het grondgebied van de ander verbleven.
Beide landen werden opgeroepen het grensgebied te demilitariseren en hun troepen in Abyei terug te trekken.

### Handelingen
Soedan en Zuid-Soedan moesten onmiddellijk:
1. Alle vijandigheden, waaronder bombardementen, staken en dit binnen 48 uur officieel bevestigen,
2. Hun troepen terugtrekken,
3. De grenscontroles binnen de week hervatten,
4. Hun steun aan rebellengroepen staken,
5. Het ad-hoccomité dat klachten van de ene tegen de ander moest onderzoeken activeren,
6. De vijandige propaganda in de media en aanvallen op religieuze- en culturele symbolen stoppen,
7. Het akkoord inzake tijdelijke veiligheid en administratie voor Abyei van 20 juni 2011 uitvoeren en binnen de twee weken de troepen uit Abyei terugtrekken.

Ook moesten de beide landen binnen de twee weken opnieuw en onvoorwaardelijk onderhandelen en binnen de drie maanden overeenkomst bereiken over:
1. Olie en aanverwante betalingen,
2. Het statuut van inwoners op elkaars grondgebied,
3. De status van betwiste grensgebieden en de grensafbakening,
4. De definitieve status van Abyei.

## Verwante resoluties
- Resolutie 2032 Veiligheidsraad Verenigde Naties (2011)
- Resolutie 2035 Veiligheidsraad Verenigde Naties
- Resolutie 2047 Veiligheidsraad Verenigde Naties
- Resolutie 2057 Veiligheidsraad Verenigde Naties

Lijst ·  2033 ·  2034 ·  2035 ·  2036 ·  2037 ·  2038 ·  2039 ·  2040 ·  2041 ·  2042 ·  2043 ·  2044 ·  2045 ·  2046 ·  2047 ·  2048 ·  2049 ·  2050 ·  2051 ·  2052 ·  2053 ·  2054 ·  2055 ·  2056 ·  2057 ·  2058 ·  2059 ·  2060 ·  2061 ·  2062 ·  2063 ·  2064 ·  2065 ·  2066 ·  2067 ·  2068 ·  2069 ·  2070 ·  2071 ·  2072 ·  2073 ·  2074 ·  2075 ·  2076 ·  2077 ·  2078 ·  2079 ·  2080 ·  2081 ·  2082 ·  2083 ·  2084 ·  2085